# José Ignacio López Umaña
José Ignacio López Umaña (ur. 11 grudnia 1883 w Alpujarri, zm. 3 października 1974 w Cartagenie de Indias) – kolumbijski duchowny rzymskokatolicki, biskup Garzón i arcybiskup Cartagena de Indias.

## Biografia
30 listopada 1907 otrzymał święcenia prezbiteriatu.
10 kwietnia 1924 papież Pius XI mianował go biskupem Garzón. 3 sierpnia 1924 w katedrze w Bogocie przyjął sakrę biskupią z rąk nuncjusza apostolskiego w Kolumbii abpa Roberto Vicentiniego. Współkonsekratorami byli koadiutor arcybiskupa bogotańskiego Ismael Perdomo Borrero oraz arcybiskup popayáński Maximiliano Crespo Rivera.
15 marca 1942 papież Pius XII mianował go koadiutorem arcybiskupa Cartageny de Indias oraz arcybiskupem tytularnym peluzyjskim. 13 listopada 1943, gdy zmarł arcybiskup Cartageny de Indias Pedro Adán Brioschi, został kolejnym ordynariuszem tej archidiecezji. Jako ojciec soborowy wziął udział soborze watykańskim II (z wyjątkiem III sesji). Arcybiskupem Cartageny de Indias był do śmierci 3 października 1974.